# Froyla Tzalam
Froyla Tzalam é uma antropóloga do Belize, Mopan Maya e líder comunitária.
Foi anunciado em 22 de abril de 2021 pelo primeiro-ministro de Belize Johnny Briceño a nomeação dela como a próxima governadora-geral de Belize após a aposentadoria de Sir Colville Young. 
Ela seria a terceira governadora-geral e a segunda mulher indicada para a função, e a primeira governadora-geral indígena americana na Comunidade.
Tzalam é da aldeia de San Antonio, Toledo. Ela se formou em antropologia pela Trinity University, Texas. Isso foi seguido por um mestrado em Desenvolvimento Rural pela University of Sussex.
Ela é atualmente a Diretora Executiva do Instituto Sarstoon Temash para Gestão Indígena (SATIIM).
Tzalam foi selecionada para nomeação ao Senado em janeiro de 2017, mas recusou a fim de se concentrar em seu trabalho com a SATIIM.